# Sikory (powiat gryficki)
Sikory – wieś w Polsce, położona w województwie zachodniopomorskim, w powiecie gryfickim, w gminie Gryfice.
Z miejscowości Sikory dzieci dochodzą drogą polna do Szkoły Podstawowej w Prusinowie. Do Gimnazjum Nr 1 w Gryficach uczniowie dowożeni są autobusem szkolnym. Do sołectwa Sikory przynależy również Mierzyn.

## Integralne części wsi
| SIMC    | Nazwa   | Rodzaj     |
| ------- | ------- | ---------- |
| 0776025 | Mierzyn | przysiółek |

## Rys historyczny
W 1359 r. wieś Sicker, należąca wówczas do kapituły kamieńskiej została przekazana w lenno mieszczaninowi kołobrzeskiemu Janowi Erdmanowi Scheuffundtowi. Zobowiązał się on do składania określonych danin w zbożu oraz do służby konnej dla kapituły. Jednakże kilkanaście lat później zniknął ze wsi. W okresie późniejszym użytkownikami wsi byli: Hennig i Kersten. W 1469 r. Sikory zostały zastawione radzie miejskiej Gryfic. Do 1945 r. wieś nosiła niemiecką nazwę – Zicker. Po przejściu w ręce polskie zaczęto używać nazwy przejściowej – Majewice.
W latach 1946–1998 miejscowość należała administracyjnie do województwa szczecińskiego.

## Przyroda
W miejscowości na działce ewidencyjnej nr 135 znajdują się 2 drzewa, które zostały uznane za pomniki przyrody. Pierwszy buk pospolity mający 150 lat, o obwodzie 365 cm i wysokości 28 m. Drugi dąb szypułkowy na działce nr mający 160 lat, o obwodzie 388 cm i wysokości 30 m.

## Samorząd mieszkańców
Gmina Gryfice utworzyła jednostkę pomocniczą – "Sołectwo Sikory", które obejmuje miejscowości: Sikory i Mierzyn. Organem uchwałodawczym sołectwa jest zebranie wiejskie, na którym mieszkańcy wybierają sołtysa. Działalność sołtysa wspomaga jest rada sołecka, która liczy od 3 do 7 osób – w zależności jak ustali wyborcze zebranie wiejskie.